# Robert Scherer (Theologe)
Robert Scherer (* 6. März 1904 in Paris; † 29. April 1997) war ein deutscher Theologe, Philosoph und Lektor.

## Leben
Der Sohn einer luxemburgischen Mutter und eines deutschen Vaters zog mit seiner Familie 1914 nach Karlsruhe. 1923 trat er ins Noviziat der Gesellschaft Jesu in Feldkirch ein. Nach Studien in Pullach und St. Georgen verließ Scherer den Orden und studierte in Freiburg im Breisgau. Er promovierte 1934 in Philosophie und war von 1937 bis 1969 Leiter des philosophisch-theologischen Lektorats beim Herder-Verlag Freiburg.

## Schriften (Auswahl)
- Das Symbolische. Eine philosophische Analyse. 1935, OCLC 71915421.
- Christliche Weltverantwortung. Frankfurt am Main 1949, OCLC 252636919.
- Wirklichkeit – Erfahrung – Sprache. Freiburg im Breisgau 1981, ISBN 3-451-19201-2.
- Dimensionen des Menschseins. Themen des Lebens. Freiburg im Breisgau 1988, ISBN 3-451-21367-2.